# Nils Anderson i Lydde
Nils August Anderson (i riksdagen kallad Anderson i Lydde), född 22 juli 1849 i Rångedala församling, Älvsborgs län, död 18 oktober 1936 i Örby församling, Älvsborgs län, var en svensk lantbrukare, disponent och politiker.
Anderson var ledamot av riksdagens andra kammare 1897–1899, invald i Marks härads valkrets i Älvsborgs län. Han tillhörde Lantmannapartiet.